# حريق سجن الحائر 2003
حريق سجن الحائر 2003 هو حريق إندلع في 15 سبتمبر 2003 اشتعل حريق في العنبر 19 من سجن الحائر المخصص للأحداث والذي كان يبلغ عدد نزلائه 170 سجينا. توفي في موقع الحادث 67 سجينا (ارتفع عددهم لاحقا إلى 79) وأصيب 20 آخرون 12 منهم نقلوا وهم في حالة خطرة كما أصيب 3 حراس.

## التحقيق في الحادثة
شُكّلت لجنة فورية للتحقيق في الحادث وفي أبريل 2004 صدرت نتائجها باتهام أحد النزلاء بالتسبب في إشعال الحريق وتقرر إحالته للإدعاء العام وصرف تعويض فوري لأسرة كل ضحية بمقدار 100 ألف ريال.

## محاكمة المتهم وإعدامه
في 7 نوفمبر 2008 أعلنت وزارة الداخلية إعدام المتهم تعزيرا بعد أن اعترف وأدانته المحكمة العامة بالرياض.